# Фабрегас, Франсиско
Франсиско Фабрегас Боск (исп. Francisco Fábregas Bosch, кат. Francesc Fàbregas i Bosch, 1 июля 1949, Барселона, Испания) — испанский хоккеист (хоккей на траве), полузащитник, серебряный призёр летних Олимпийских игр 1980 года. 

## Биография
Франсиско Фабрегас родился 1 июля 1949 года в испанском городе Барселона.
Играл в хоккей на траве за клуб «Поло» из Барселоны в течение всей карьеры. Семь раз выигрывал чемпионат Каталонии (1972, 1974—1975, 1977—1979, 1981), семь раз — Кубок Короля (1970, 1974, 1976, 1979—1982), шесть раз — чемпионат Испании (1970, 1977—1978, 1980-1982). В 1979 году играл в финале Кубка европейских чемпионов, в котором «Поло» проиграл нидерландскому «Клейн Звитсерланд» (1:2).
В 1968 году вошёл в состав сборной Испании по хоккею на траве на Олимпийских играх в Мехико, занявшей 6-е место. Играл на позиции полузащитника, провёл 5 матчей, мячей не забивал.
В 1972 году вошёл в состав сборной Испании по хоккею на траве на Олимпийских играх в Мюнхене, занявшей 7-е место. Играл на позиции полузащитника, провёл 9 матчей, мячей не забивал.
В 1976 году вошёл в состав сборной Испании по хоккею на траве на Олимпийских играх в Монреале, занявшей 6-е место. Играл на позиции полузащитника, провёл 4 матча, забил 1 мяч в ворота сборной Пакистана.
В 1980 году вошёл в состав сборной Испании по хоккею на траве на Олимпийских играх в Москве и завоевал серебряную медаль. Играл на позиции полузащитника, провёл 6 матчей, забил 1 мяч в ворота сборной Польши.
По окончании игровой карьеры занимал руководящие должности в области разработки спортивного инвентаря. В 1999—2002 годах возглавлял испанскую секцию Международной ассоциации спорта и отдыха.

## Семья
Представитель хоккейной и олимпийской династии. Братья Франсиско Фабрегаса Хорхе Фабрегас (род. 1947) и Эдуардо Фабрегас (род. 1963), двоюродные братья Хуан Кинтана (род. 1946) и Рамон Кинтана (род. 1950), сын Кико Фабрегас (род. 1977) и племянник Алекс Фабрегас (род. 1980) также выступали за сборную Испании по хоккею на траве.
Хорхе Фабрегас участвовал в летних Олимпийских играх 1968, 1972 и 1976 годов, Эдуардо Фабрегас — 1988 года, Кико Фабрегас — 2000, 2004 и 2008 (серебро) годов, Хуан Кинтана — 1968 и 1972 годов, Рамон Кинтана — 1972 и 1976 годов, Алекс Фабрегас — 2004, 2008 (серебро) и 2012 годов.